# Мелихов, Георгий Степанович
Гео́ргий Степа́нович Ме́лихов (11 [24] мая 1908, Харьков — 22 апреля 1985, Киев) — советский живописец и педагог. Народный художник УССР (1967). Лауреат Сталинской премии третьей степени (1948).

## Биография
Г. С. Мелихов родился 11 (24) мая 1908 год в Харькове. Учился в Харьковском и Киевском художественном институте (1935—1941) у П. Г. Волокидина, Ф. Г. Кричевского. Участник Великой Отечественной войны. Преподавал в КГХИ (1945—1961). Профессор с 1960 года. Секретарь правления СХ СССР (1956—1960). Член-корреспондент АХ СССР с 1979 года. Для его творчества характерно стремление к психологической убедительности подробно разработанной жанровой сцены.
Г. С. Мелихов умер 22 апреля 1985 года. Похоронен в Киеве на Байковом кладбище.

## Творчество
С началом войны Мелихов идёт на фронт. Фронтовые зарисовки и акварели, сделанные в перерывах между боями, позже лягут в основу многих его картин на военную тематику. Впечатляет его наполненный драматизмом пейзаж только что освобождённой Варшавы с руинами моста на переднем плане в картине «Варшава. Улица Понятовского». Лаконичность и эмоциональность характерны для рисунка.
Особое место в творчестве художника занимает, также, тема Шевченко. Ещё в 1923 году он выполнил портрет Шевченко карандашом, а в 1939 году для темы курсовой работы он выбрал сцену первой встречи Шевченко с Брюлловым. Эскиз назывался «Шевченко и Сошенко у художника Брюллова». На его основе была написана картина для музея поэта в селе Шевченково.
В 1963 году Мелихов снова возвращается к образу Великого Кобзаря. Полотно «Шевченко и Айра Олдридж» — это парный портрет двух великих личностей, которые боролись против тирании и угнетения. Композиция произведения имеет камерный характер, с документальной точностью изображены детали интерьера.
Среди других картин художника можно выделить такие:
- «А. М. Горький на Украине» (1957)
- «Весна 1945 года» (1960)[5]
- «Делегаты I съезда КП(б) Украины в Москве» (1969)

## Семья
В 1945 году женился на Анне Николаевне Доценко, военной переводчице, с которой познакомился в действующей армии.
Внучка — писатель и переводчик, специалист по истории моды Марьяна Вадимовна Скуратовская.

## Наследие
Из работ Георгия Степановича всенародную известность получила картина «Весна 1945 года».
Георгий шёл по одной из берлинских улиц и вдруг услышал звуки рояля. В разгромленной, полупустой комнате с поломанной мебелью, с полом, усыпанным разбросанными книгами, стоял рояль. А за роялем, спиной к заглянувшему в комнату человеку, сидел «наш» солдат — в шинели, даже не сняв винтовки, которая так и оставалась за плечами, пока он играл. За окном вели колонну пленных немцев. Был май 1945 г. А пятнадцать лет спустя Георгий Мелихов, мой дед, написал эту картину, которую так и назвал — «Весна 1945 г.».
Марьяна Скуратовская

## Награды и премии
- Сталинская премия третьей степени (1948) — за картину «Молодой Тарас Шевченко в мастерской у К. П. Брюллова» (1947)
- народный художник УССР (1967)
- орден Отечественной войны II степени (11.03.1985)
- орден Трудового Красного Знамени (24.11.1960)
- медаль «За боевые заслуги» (24.05.1945)
- медаль «За победу над Германией в Великой Отечественной войне 1941-1945 гг.»
- медаль «За взятие Берлина»
- медаль «За освобождение Варшавы»